# Cha Chung-hwa
Cha Chung-hwa (en hangul, 차청화; en hanja, 車清華; romanización revisada, Chacheonghwa) es una actriz surcoreana.

## Biografía
Estudió en el departamento de teatro de la Universidad Sangmyung.

## Carrera
Es miembro de la agencia IOK Company (아이오케이컴퍼니). Previamente formó parte de la agencia YNK Entertainment donde se unió el 19 de enero de 2022.
En marzo de 2020, se unió al elenco recurrente de la serie Eccentric! Chef Moon, donde dio vida a Pi Gon-sook, una aldeana de Seoha y esposa de Hwang Jang-dan (Lee Dong-yong).
En agosto de 2021, se unió al elenco recurrente de la serie El amor es como el chachachá, donde interpretó a Jo Nam-sook, la dueña del restaurante chino.
En enero de 2022, se unió al elenco recurrente de la serie Dr. Park's Clinic, donde dio vida a Cha Mi-young, la enfermera en jefe de la clínica de medicina de Park Won-jang (Lee Seo-jin).

## Filmografía

### Series de televisión
| Año     | Título                                 | Personaje                  | Notas           | Ref.          |
| ------- | -------------------------------------- | -------------------------- | --------------- | ------------- |
| 2016    | Shopping King Louie                    | Kwon Mi-young              |                 |               |
| 2017    | Black                                  | Clara                      |                 |               |
| 2017-18 | Black Knight: The Man Who Guards Me    | Colega de Jung Hae-ra      |                 |               |
| 2018    | The Ghost Detective                    | Esposa de Han Sang-seop    | Invitada        |               |
| 2019    | The Fiery Priest                       | Ahn Dul-ja                 |                 |               |
| 2019    | Hotel del Luna                         | Oficial / Fantasma de Agua | Invitada, ep. 1 |               |
| 2019-20 | Aterrizaje de emergencia en tu corazón | Yang Ok-geum               |                 | [ 4 ]         |
| 2020    | Drama Festa - "Recipe For Happiness"   | Kang Hyun-sook             |                 |               |
| 2020    | Itaewon Class                          | Madre de Kook Bok-hee      | Invitada, ep. 3 |               |
| 2020    | Eccentric! Chef Moon                   | Pi Gon-sook                |                 |               |
| 2020-21 | Mr. Queen                              | Dama de la corte Choi      |                 |               |
| 2021    | Beyond Evil                            | Lee Geum-hwa               |                 |               |
| 2021    | At A Distance Spring Is Green          | Profesora Song             |                 | [ 5 ]         |
| 2021    | Pasillos de hospital 2                 | Madre de Yeon-woo          | Invitada, ep. 1 |               |
| 2021    | On the Verge of Insanity               | Shin Jung-ah               |                 | [ 6 ]         |
| 2021    | El amor es como el chachachá           | Jo Nam-sook                |                 | [ 7 ]         |
| 2022    | Dr. Park's Clinic                      | Enfra. Cha Mi-young        |                 | [ 8 ]         |
| 2022    | Why Oh Soo Jae?                        | Chae Joon-hee              |                 |               |
| 2023    | Kokdu: Season of Deity                 | Gaksin/Seo Bok-gyeong      |                 | [ 9 ]         |
| 2023    | La canción de los bandidos             | Kim Seon-bok               | Serie web       | [ 10 ]        |
| 2023-24 | Mi adorable demonio                    | Mujer sin hogar            |                 |               |
| 2025    | El palacio embrujado                   | Yeong-geum                 |                 | [ 11 ] [ 12 ] |
| 2025    | Primavera de juventud                  | Kim Ji-yeong               |                 | [ 13 ]        |

### Películas
| Año  | Título                                  | Personaje                            | Notas  |
| ---- | --------------------------------------- | ------------------------------------ | ------ |
| 2010 | Harmony                                 | Miembro del coro                     |        |
| 2010 | Try to Remember                         | Mujer Ork / Soltera Bodhisattva      |        |
| 2012 | As One                                  | Miembro del equipo animador de Corea |        |
| 2012 | Almost Che                              | Dong-sook                            |        |
| 2012 | Confession of Murder                    | Jang Jin-gak                         |        |
| 2013 | How to Use Guys with Secret Tips        | Amiga de Choi Bo-na                  |        |
| 2013 | Ingtoogi: The Battle of Internet Trolls | Soon-yi                              |        |
| 2013 | Steal My Heart                          | Representante de Derechos Humanos    |        |
| 2014 | Revivre                                 | Enfermera de Urología                |        |
| 2016 | Don't Forget Me                         | Personal de la boda                  |        |
| 2016 | Train to Busan                          | Mujer de mediana edad                |        |
| 2016 | The Map Against The World               | Mujer en el patio de Kim Jeong-ho    |        |
| 2020 | Recipe For Happiness                    | Kang Hyun-sook                       |        |
| 2020 | Pawn                                    | Esposa de Byeong-dal                 | [ 14 ] |
| 2022 | Birth                                   | Kim Ah-gi                            | [ 15 ] |

### Programas de variedades
| Año  | Título                               | Notas                                             |
| ---- | ------------------------------------ | ------------------------------------------------- |
| 2020 | Happy Together Season 4              | (ep. 632 - "My Acting Class" Special") - invitada |
| 2020 | King of Mask Singer                  | (ep. 253) - concursó como "Venus"                 |
| 2021 | Running Man                          | (ep. 540, 584-585) - invitada                     |
| 2021 | On and Off 2                         | (ep. 1) - invitada                                |
| 2021 | Come Back Home                       | (ep. 5) - invitada                                |
| 2021 | Saturday Night Live Korea: Season 10 |                                                   |
| 2021 | Saturday Night Live Korea: Season 11 |                                                   |
| 2022 | The Game Caterers Season 2           | Special EP - invitada                             |

### Musicales
| Año  | Obra                             | Personaje | Notas |
| ---- | -------------------------------- | --------- | ----- |
| 2005 | Backstreet Story (뒷골목 스토리) | -         |       |
| 2008 | Lunatic                          | -         |       |

### Teatro
| Año         | Obra                | Personaje | Notas |
| ----------- | ------------------- | --------- | ----- |
| 2011        | 메디컬루나딕        | -         |       |
| 2011        | 쉬어매드니스        | -         |       |
| 2012        | 청춘밴드            | -         |       |
| 2012, 2013  | 수상한 흥신소       | -         |       |
| 2012 - 2015 | 년: 심야식당        | -         |       |
| 2013        | 칼잡이              | -         |       |
| 2013        | 오 당신이 잠든 사이 | -         |       |
| 2013 - 2015 | 년: 시크릿 다이어리 | -         |       |
| 2015        | 한밤의 세레나데     | -         |       |
| 2015 - 2016 | 년: 총각네 야채가게 | -         |       |
| 2016        | 헤비메탈 걸스       | -         |       |
| 2016        | 선택                | -         |       |
| 2019        | 이선동 클린센터     | -         |       |

### Anuncios
- 2021: 넷마블: "제2의 나라: Cross Worlds".

## Premios y nominaciones
| Año  | Premios                  | Categoría               | Trabajo                  | Resultado |
| ---- | ------------------------ | ----------------------- | ------------------------ | --------- |
| 2021 | MBC Drama Award          | Mejor actriz de reparto | On the Verge of Insanity | Nominada  |
| 2021 | 57th Baeksang Arts Award | Mejor actriz de reparto | Mr. Queen                | Nominada  |